# Märrsjön, Hälsingland
Märrsjön är en sjö i Härjedalens kommun i Hälsingland och ingår i Ljungans huvudavrinningsområde. Sjön har en area på 0,214 kvadratkilometer och ligger 273 meter över havet. Sjön avvattnas av vattendraget Märrån.

## Delavrinningsområde
Märrsjön ingår i det delavrinningsområde (690705-146091) som SMHI kallar för Utloppet av Märrsjön. Medelhöjden är 309 meter över havet och ytan är 2,5 kvadratkilometer. Det finns ett avrinningsområde uppströms, och räknas det in blir den ackumulerade arean 23,54 kvadratkilometer. Märrån som avvattnar avrinningsområdet har biflödesordning 2, vilket innebär att vattnet flödar genom totalt 2 vattendrag innan det når havet efter 171 kilometer. Avrinningsområdet består mestadels av skog (70 procent). Avrinningsområdet har 0,25 kvadratkilometer vattenytor vilket ger det en sjöprocent på 9,8 procent.